# フランセス・マクドナルド
フランセス・マクドナルド・マックネア（Frances Macdonald MacNair、1873年8月24日 - 1921年12月12日）は、スコットランドの芸術家。1890年代のモダンスタイル（イギリスにおけるアール・ヌーヴォー）の特徴を顕著に示す作品で知られる。

## 経歴
マクドナルドは、アーティスト兼デザイナーのマーガレット・マクドナルド・マッキントッシュの妹としてストーク＝オン=トレントのキッズグローブで生まれ、1890年に家族と共にグラスゴーに引っ越した。 
姉妹は1891年にグラスゴー美術学校の絵画クラスに入学し、そこで若い建築家、チャールズ・レニー・マッキントッシュとハーバート・マックネアに出会う。のちに彼らは「School of Art Club」の展覧会で共に展示をし、その様式的類似性から「ザ・フォー」 "The Four" と呼ばれた。フランセスは1899年にマックネアと、マーガレットは1900年にマッキントッシュと結婚している。 
1890年代半ば、姉妹は美術学校を去り、共に独立したスタジオを設立 。二人はグラフィック、テキスタイルデザイン、書籍の挿絵、金属加工で共同して作品を作りフランシスは、刺繍、金属細工のパネル、水彩画など、他にもさまざまな芸術作品を制作した。 姉妹はロンドン、リバプール、ヴェネツィアで展示を行った。
1899年、マクドナルドはマックネアと結婚し、マックネアが建築・応用美術学校で教鞭をとっていたリヴァプールに居を移した。夫妻は水彩画やインテリアのデザインを手がけ、トリノの国際近代美術展にライティング・ルームを出展した。また二人は、オックスフォード・ストリート54番地にある自宅のインテリア・デザインも手がけた。1900年代初頭にはリヴァプール、ロンドン、パリ、ヴェネツィア、ウィーン、ドレスデンでも展覧会を開催した。1905年に学校の閉鎖とマクネア家の事業の失敗によって富を失ったことが重なり、二人のキャリアは徐々に衰退し、1909年にグラスゴーに戻った。その後数年間、フランセスは結婚や母性といった、女性が直面せねばならなかった選択をテーマにした象徴主義の水彩画を描き続けた。フランセスとハーバートの間には1900年6月に生まれた息子シルヴァンがおり、彼は後にローデシアに移住した。

フランセスとハーバートがグラスゴーを去ったため、また彼女の死後ハーバートが作品の多くを破棄したため、フランセスの業績は姉のマーガレットの業績に比べてあまり知られていない。また、チャールズ・レニー・マッキントッシュの業績の影に隠れてしまうことも多かった。フランシスは1921年にグラスゴーで亡くなった。残された作品の多くはハンタリアン美術館や、リヴァプールのウォーカー・アート・ギャラリーに所蔵されている。

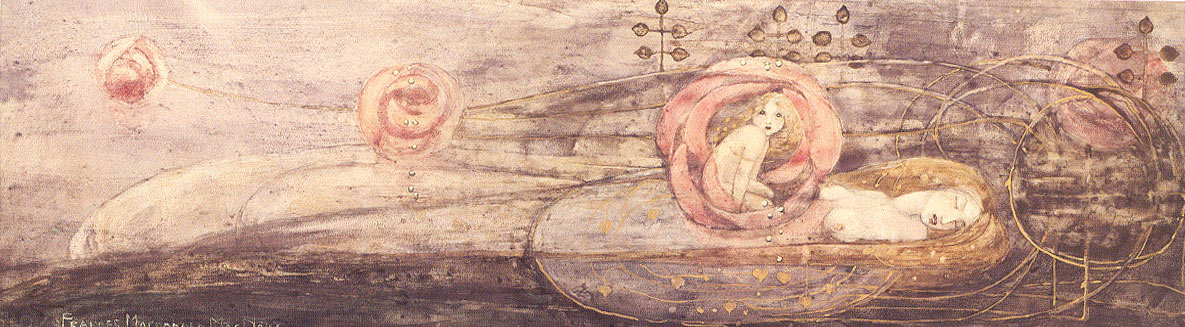
Sleeping Princess, 1909.

## スタイル
神秘主義、象徴主義、キリスト教、ケルトのイメージに影響を受けた独特のスタイルを確立したマクドナルドの作品は、新しい女を表現であると考えられている。また、マクドナルドは姉のマーガレットと頻繁に共同制作を行った。
専門家たちは、ファム・ファタールのような当時の典型的な表現から切り離された、マクドナルドの女性描写に注目している。彼女の作品に描かれる女性は、裸かほとんど裸に近い姿で、緑がかった肌や角張った細長い体型などが特徴である。生前、批評家たちはしばしば彼女の作品を装飾的すぎると断じたが、フェミニスト批評においては彼女の表現は支持されている。
マーガレットと同じく、フランセスの作品は細長い人物像や直線的なモチーフの使用に見られるようにウィリアム・ブレイクやオーブリー・ビアズリーの作品に影響を受けている。

## 作品

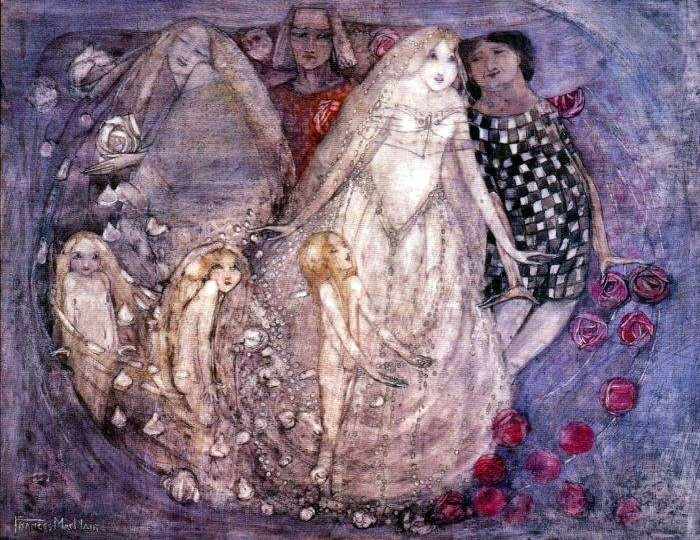
A Paradox, 1905.
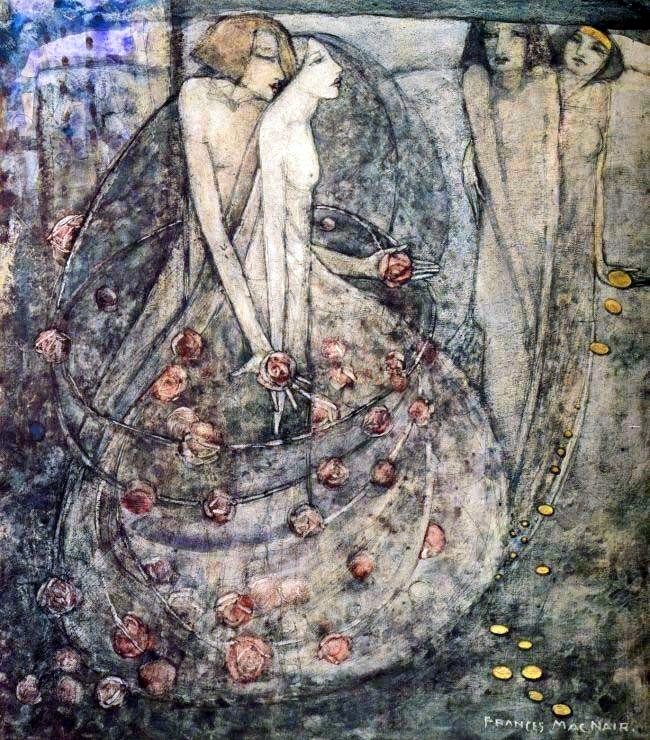
The Choice, 1909.
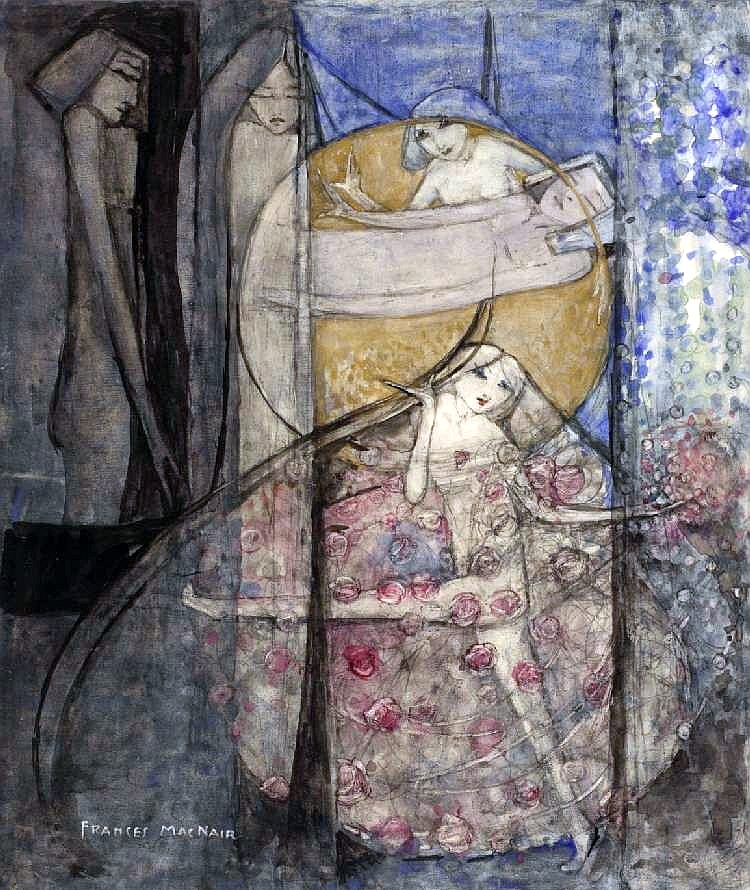
Woman Standing Behind the Sun, 1912-15
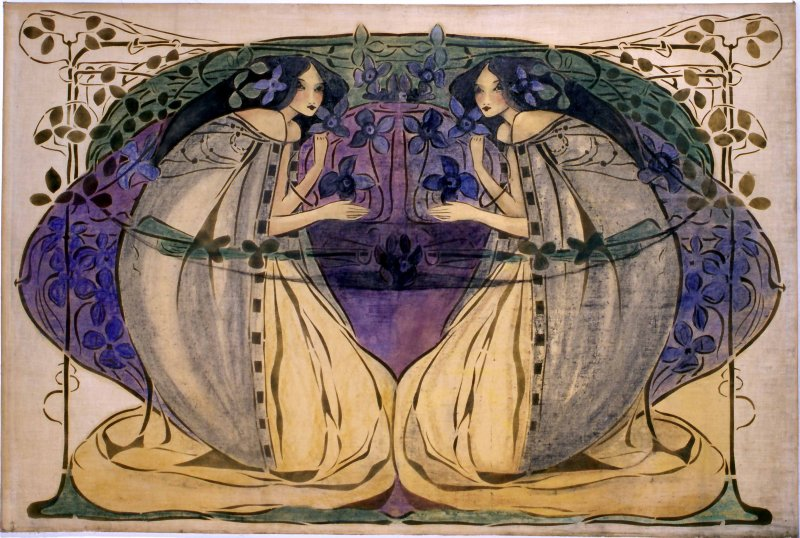
Spring, c.1900-5
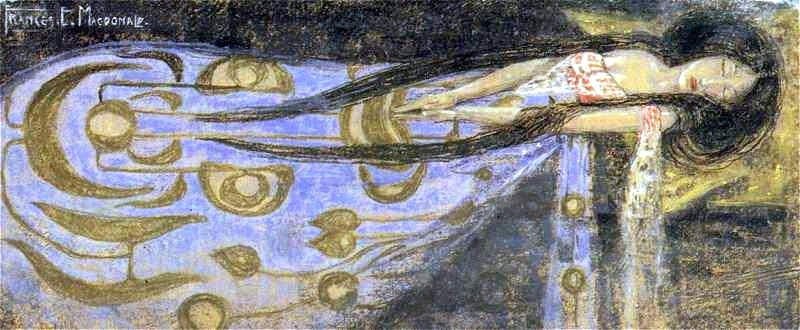
The Sleeping Princess, 1910.
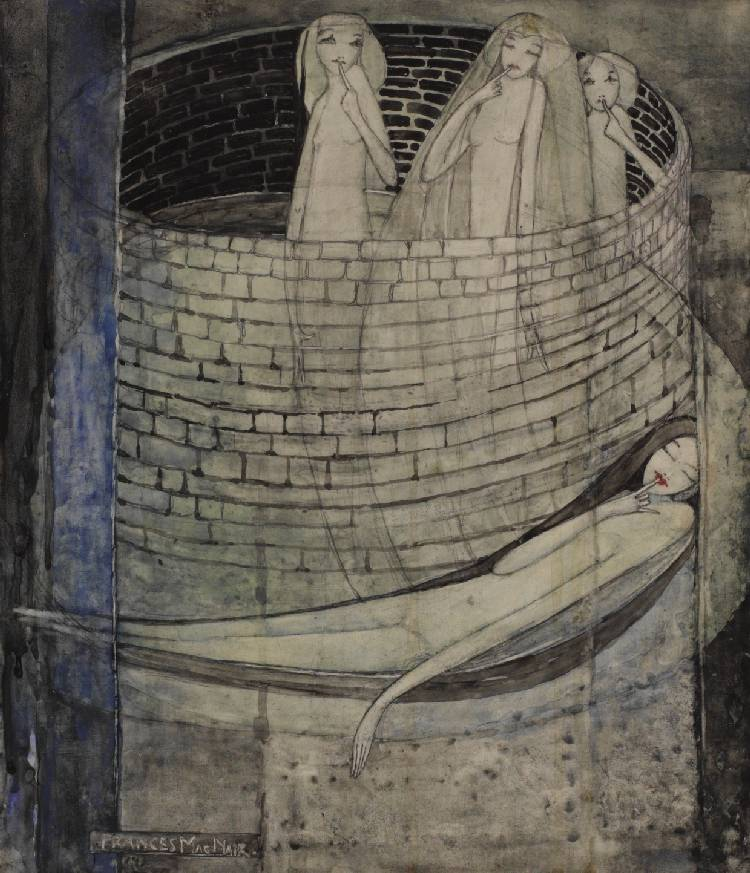
Truth Lies at the Bottom of the Well, 1912-1915.

## 参考図書
- Robertson, Pamela, ed. Doves And Dreams: The Art of Frances Macdonald and James Herbert Mcnair. Lund Humphries Publishers, 2006. ISBN 0-85331-938-3